# Rio Baia (Someș)
O Rio Baia é um rio da Romênia afluente do rio Someşul Mare, localizado no distrito de Bistriţa-Năsăud.